# 傅鷺娜
傅鷺娜（1995年5月3日—）是中國田徑運動員，於2017年獲全國大學生田徑錦標賽女子甲A組三級跳遠和跳遠兩枚金牌，並在2017年夏季世界大學運動會奪得三級跳遠銀牌。

## 外部連結
- 傅鷺娜在的頁面